# El Canigó
El Canigó es un cuadro cubista de Juan Gris realizado en diciembre de 1921 en Céret y que representa una naturaleza muerta con un fondo donde aparece, a través de una ventana abierta, el macizo del Canigó.

## Descripción y análisis
El cuadro es una pintura al óleo sobre tela de 64,8 cm de altura para 100,3 cm de ancho. El primer plano está ocupado por una mesa, sobre la cual se encuentran varios objetos de la vida cotidiana, clásicos de una naturaleza muerta: una guitarra, un libro abierto, una cesta de frutas. Detrás, una ventana abierta deja entrever formas geométricas blancas sobre fondo azul, que el espectador puede, ayudado por la leyenda «LE CANIGOU» escrita arriba del cuadro, interpretar como las montañas del macizo del Canigó, un macizo montañoso visible desde Céret, ciudad del sur de Francia en la cual Juan Gris tenía la costumbre de permanecer durante el invierno.
Siguiendo la tradición cubista, el cuadro mezcla diversas perspectivas. Una esquina de la mesa se confunde con una de las cumbres montañosas, y la montaña desborda la ventana como si fuera a entrar en la sala.

## Historia
Juan Gris, pintor español nacido en 1887 en Madrid, llega por primera vez a Céret con Picasso y Braque. De salud frágil, tomará la costumbre de venir  y quedarse durante el invierno. 

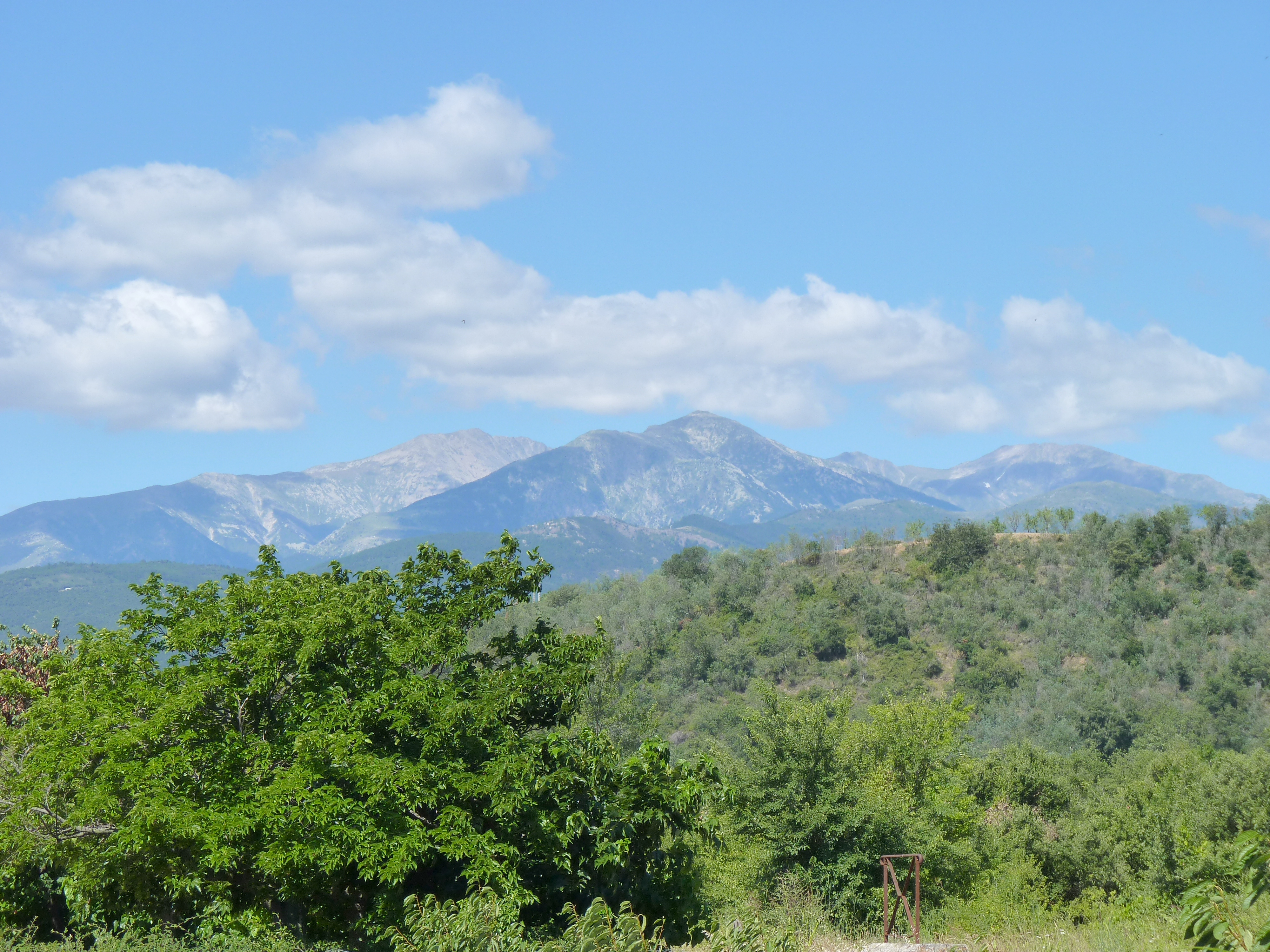
El Canigou visto de Céret.

En 1921, Juan Gris se separa y después se reconcilia con su mujer Josette. La pareja se instala desde el mes de octubre al mes de abril de 1922, en Céret. Gris pinta varias telas de pequeño formato que no lo entusiasman mucho y se aburre en esta pequeña ciudad, pero, en el mes de diciembre, se apasiona por un nuevo proyecto: El Canigó.
El cuadro es adquirido en 1925 en la galería Simon por Gottlieb Friedrich Reber. El 20 de octubre de 1947 lo compra Curt Valentin para la Albright-Knox Arte Gallery.